# Chór dziecięcy Trallala

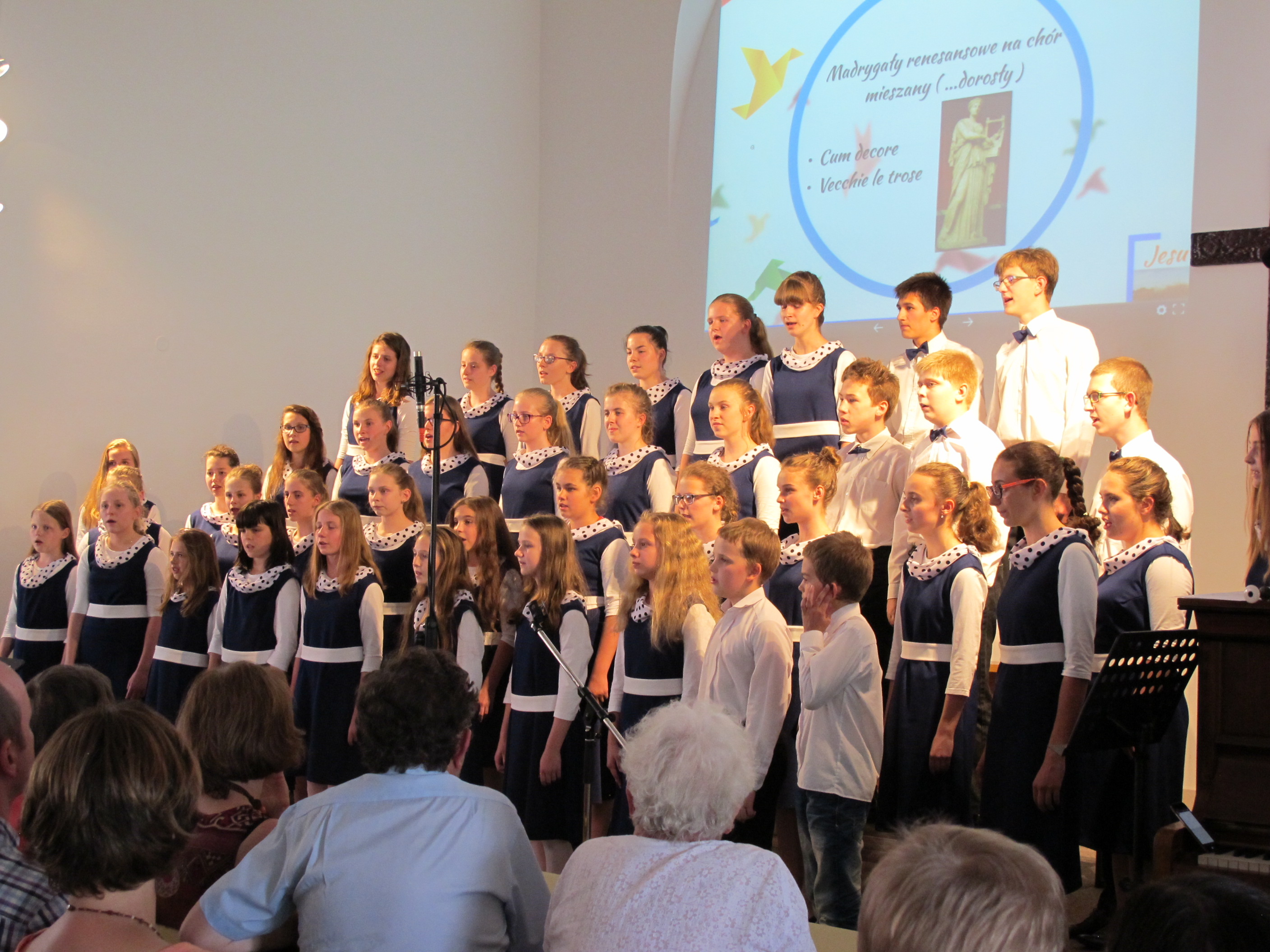
Chór dziecięcy Trallala

Chór dziecięcy Trallala – polski zespół chóralny dziecięcy w Czeskim Cieszynie.

## Charakterystyka
Chór powstał w 2004 roku przy Polskiej Szkole Podstawowej z Polskim Językiem Nauczania w Czeskim Cieszynie. Założycielką, dyrygentką i kierowniczką artystyczną jest Beata Brzóska. Chórzystami są uczniowie szkoły podstawowej klas 6-9. Nieoficjalnie dołączają także studenci szkół średnich, którzy nie mają 18 lat. Śpiewacy dobrze posługują się językiem polskim i czeskim. Występują również z akompaniamentem fortepianu. Akompaniatorami byli m.in. Andrzej Molin i Marta Wierzgoń. Chór jest członkiem stowarzyszenia Cantantes. W czasie swojej działalności chór odwiedził następujące państwa: Luksemburg, Belgia, Litwa, Polska, Włochy, Bułgaria, Macedonia.
Chór ma w repertuarze różne gatunki muzyczne:
- muzyka dawna – sakralna i świecka
- muzyka ludowa
- muzyka afrykańska
- muzyka pop (np.: True colours, Mamma mia)
- Jazz (Puttin’ On The Ritz)

Utwory wykonywane są w językach: polski, czeski, zulu, hiszpański, łaciński, angielski. W 2019 nagrał płytę z Zespołem Muzyki Dawnej z Tychów. 

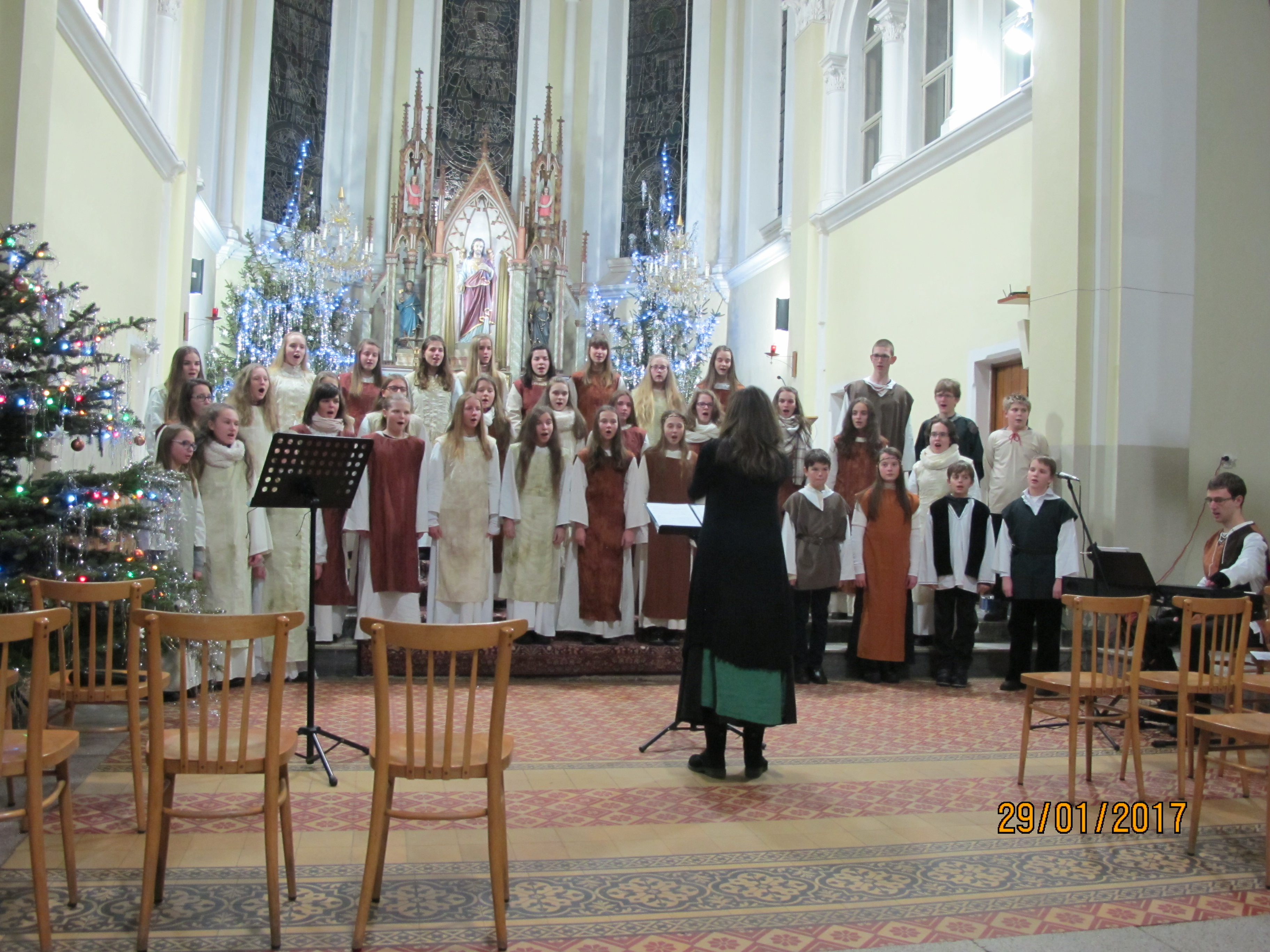
Trallala w strojach średniowiecznych

## Stroje
- Strój w kolorze bordo (galowe) – pierwotny, już nieużywany[13]
- Strój w kolorze granatowym – nowszy, aktualny[14]
- Strój średniowieczny – jest używany podczas koncertów muzyki średniowiecznej, koncertów świątecznych
- Koszulka Trallala – niebieska koszulka z logo chóru, wykorzystywana w czasie wyjazdów przy wydarzeniach nieoficjalnych

## Konkursy i koncerty
Chór bierze udział w konkursach w Czechach i zagranicą. Są to m.in.: „Świąteczne akordy” (Vánoční akordy) w OstrawieOstrawa, w Czechach; „Przegląd chórów szkolnych w Orłowej” (Krajská přehlídka dětských pěveckých sborů v Orlové) oraz Przegląd chórów w Uniczowie (Uničov).
Corocznie organizowane są koncerty pt. „Małe jesienne do re mi”, na które zapraszani są goście: chóry z Czech i Polski. Na jednym z tych koncertów zaśpiewał także barytonista Klemens Słowioczek. W 2019 roku chór wystąpił w Konsulacie Generalnym RP w Ostrawie.

## Historia i osiągnięcia

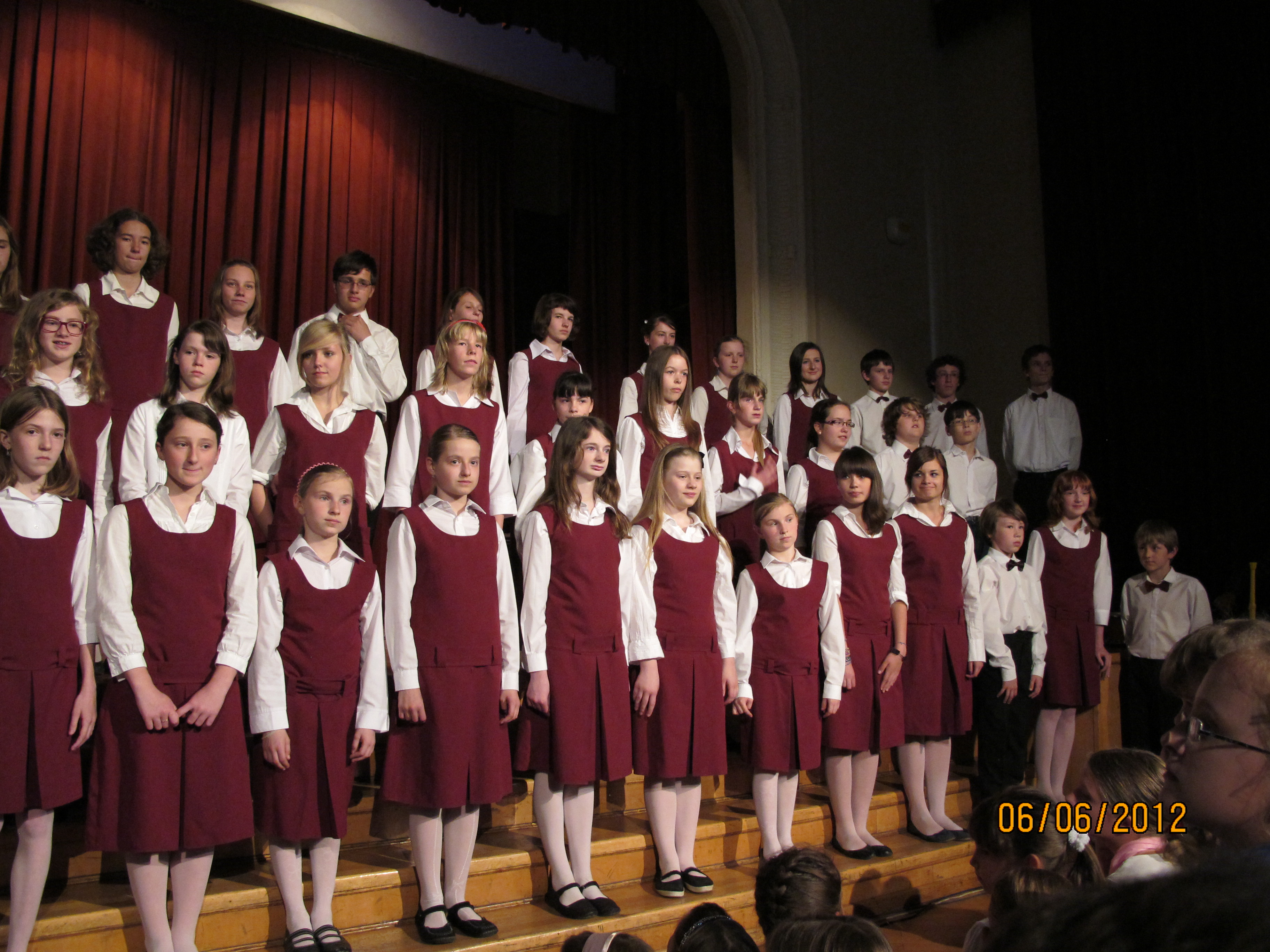
Trallala w strojach bordo w 2012 r.- już nieużywane

2008 – złoty medal i zwycięstwo w kategorii sakralnej na Międzynarodowym Festiwalu „Mundi Cantant” Ołomuniec
2008 – I miejsce w Ogólnopolskim Konkursie Piosenki Ludowej „Śląskie Śpiewanie”
2008 – 2013 – czterokrotnie złota wstęga oraz specjalne nagrody – Konkurs Chórów Dziecięcych „Vánoční akordy” Ostrawa
2008 – 2013 – złote wstęgi w Regionalnym Przeglądzie Chórów Dziecięcych w Orłowej
2010 – III nagroda w 32 Międzynarodowym Majowym Konkursie Chórów im. G.Dimitrowa w Warnie – Bułgaria
2012 – I miejsce w European Music Festival for Young People Belgii
2013 – I miejsce na Międzynarodowym Festiwalu Chóralnym w Macedonii (Ohrid)
2014 – III nagroda na 35 Międzynarodowym Majowym Konkursie Chórów im. G.Dimitrowa w Warnie – Bułgaria
2015 – I miejsce w kategorii chórów dziecięcych oraz III nagroda w konkursie Grand Prix na Festiwalu Queen of Adriatic Sea w Cattolice
2016 – Złote pasmo na I Festiwalu Młodych w Gdańsku
2017 – Złote pasmo na festiwalu Cantate Domino w Kaunas na Litwie
2018 – Srebrne pasmo na Kaunas Cantat na Litwie
2019 – Złote pasmo na konkursie Queen of Adriatic Sea

## Repertuar w roku 2010
Muzyka dawna – świecka i ludowa
Hej święty Janie – staropolska pieśń ludowa
Zostań z Bogiem – staropolska pieśń ludowa
Oj, chmielu, chmielu – staropolska pieśń ludowa
Tryumfuj wierny poddany
Cum decore – T.Susato
Muzyka dawna – sakralna
I ziemia i cokolwiek- anonim
Krolu niebieski – anonim
In dulci jubilo – anonim
Domine, Domine – D. Gallo
Dulcis Christe – M. Grancini
Muzyka sakralna wiek XVIII-XX
Alleluja sing – spiritual

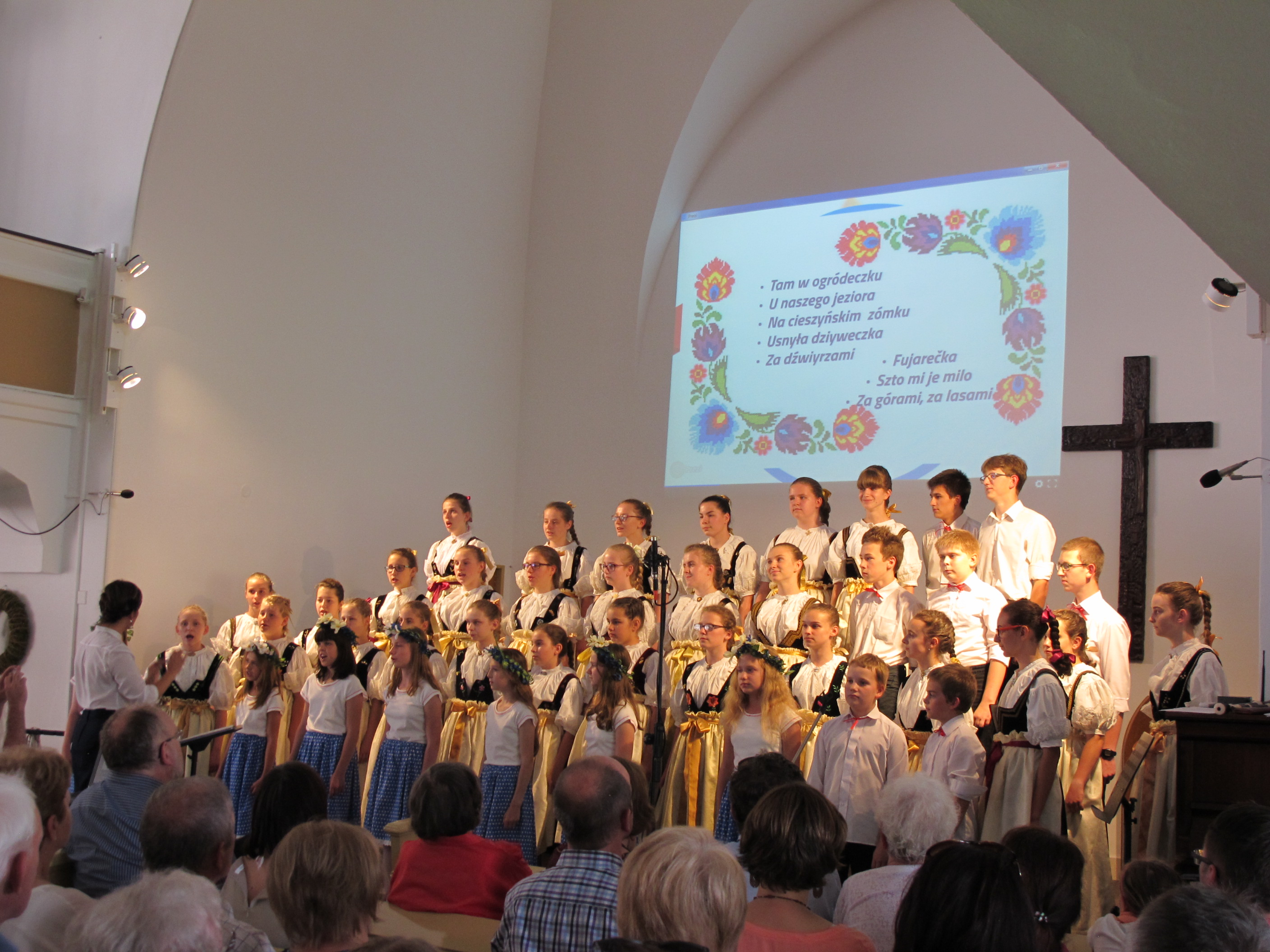
Trallala w strojach cieszyńskich

For the beauty of the world – J. Rutter
Ipharadisi traditional
Siyahambah traditional
Oto są baranki młode – J. Gałuszka

Polski repertuar dziecięcy
Ptasie plotki – H.M. Górecki
Muchy samochwały – Paweł Kaleta
Dzikie wino – Józef Świder
W mojem ogródeczku – T. Szeligowski
U jezioreczka – M. Dziewulska
Cieszyńskie pieśni ludowe – ar. Beata Brzóska
Za dźwiyrzami
U naszego jeziora
Kołomajki
Przyleciała kukułeczka
Ej, hoja, hoja
Czeski repertuar dziecięcy
A když vy mě má panenko – M.Raichl
Tancuj, tancuj, vykrúcaj – M.Raichl
Po dolíně tichý větr povívá – M.Raichl
Čáp sedí pod dubem – Z. Lukáš
Milá moja – AL. Moyzes